# Brandie Jay
Brandie Jay Dorminey (Fort Collins, 26 novembre 1993) è un'ex ginnasta statunitense, vincitrice di due medaglie d'oro ai Giochi panamericani del 2011.